# Stenocactus lancifer
Stenocactus lancifer là một loài thực vật có hoa trong họ Cactaceae. Loài này được (A. Dietr.) A. Berger ex Backeb. & F.M. Knuth miêu tả khoa học đầu tiên năm 1935.